# Hans Hutzelmann
Hans Hutzelmann (* 29. Mai 1906 in München; † 15. Januar 1945 in Brandenburg-Görden) war ein deutscher Kommunist und Widerstandskämpfer gegen das NS-Regime und Ehemann der Widerstandskämpferin Emma Hutzelmann (1900–1944).

## Leben

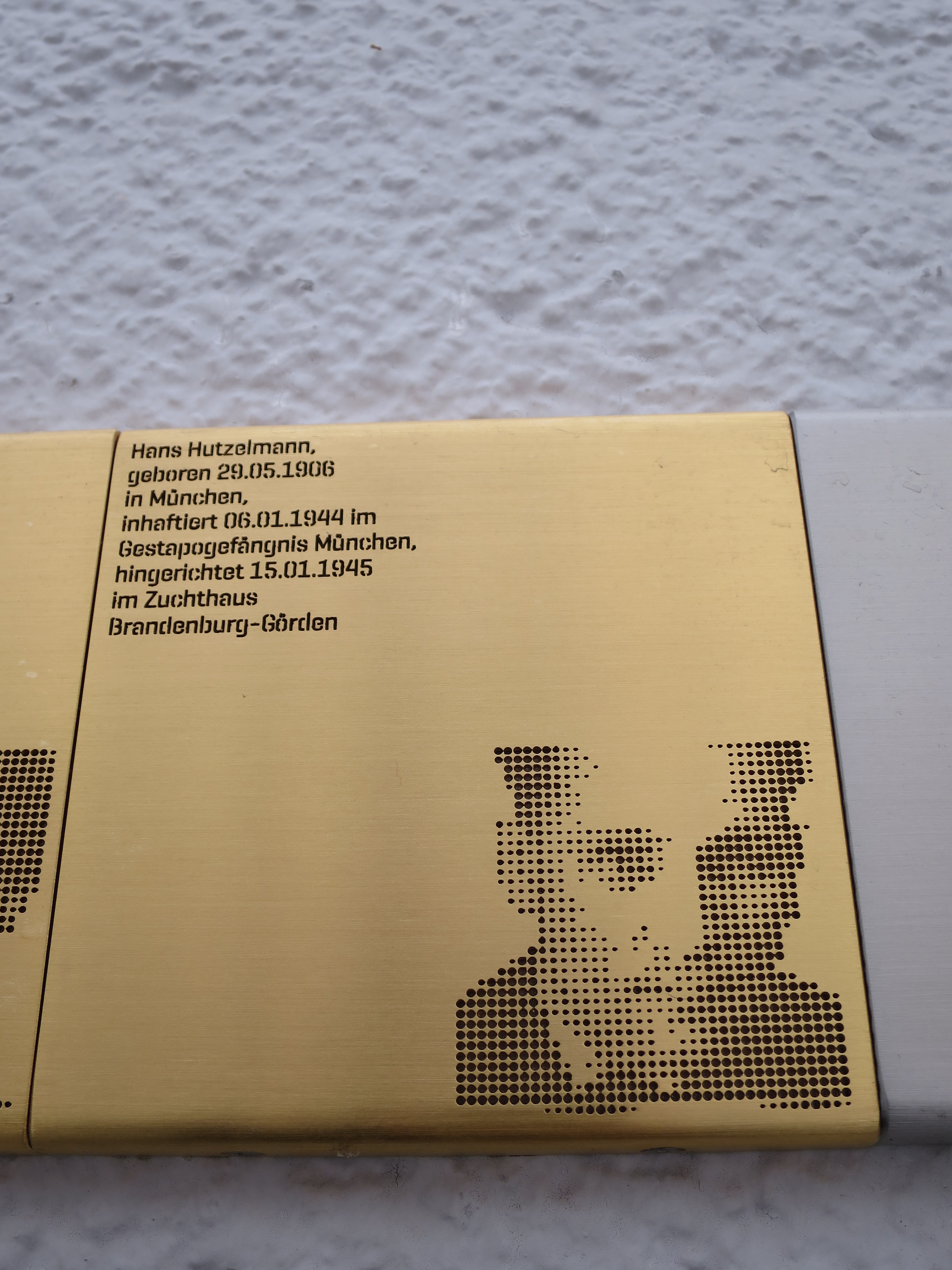
Erinnerungszeichen für Hans Hutzelmann, Margaretenstraße 18

Hans Hutzelmann war der Sohn des Postschaffners Michael Hutzelmann und seiner Ehefrau Rosa geb. Hofbauer und hatte zwei jüngere Brüder, Heinrich und Michael. Die Eltern starben kurz hintereinander im Dezember 1930. Nach dem Schulabschluss lernte er Maschinenbauer und arbeitete seit 1928 bei der Reichspostdirektion in München, verlor diese Arbeitsstelle aber 1931 im Zuge der Weltwirtschaftskrise. Erst 1934 fand er nach vielen Gelegenheitsarbeiten eine Arbeitsstelle als Monteur bei der Münchner Maschinenfabrik Friedrich Deckel, wo er bis Januar 1944 tätig war.
Im Jahr 1923 lernte er seine spätere Frau, die Buchhalterin Emma Holleis kennen. 1924 wurde der Sohn Herbert geboren.  Im Jahr 1925 bezogen beide eine Wohnung in der Margaretenstraße 18 in München-Sendling. Für die damalige Zeit ungewöhnlich heiratete das Paar erst im Jahre 1937.
Emma und Hans Hutzelmann waren 1928 in die linkskatholische Christlich-Soziale Reichspartei („Vitus-Heller-Bewegung“) und 1929 in die KPD-nahe Hilfsorganisation  „Rote Hilfe Deutschlands“ (RHD) eingetreten. Dort lernten sie den Kommunisten Karl Zimmet kennen. Im August 1943 organisierten sie sich unter dem Namen „Antinazistische Deutsche Volksfront“ (ADV), der Zimmet als Vorsitzender, Hans Hutzelmann als erster Stellvertreter, sein Freund Georg Jahres als zweiter Vorsitzender und Emma Hutzelmann als Kassiererin angehörten. Ziele der ADV waren ein überparteilicher Zusammenschluss verschiedener Widerstandsgruppen und ein politischer Umsturz. Im November 1943 veröffentlichten sie einen Gründungsaufruf und zwei Nummern des Flugblatts „Der Wecker“.
Seine Frau Emma war seit 1940 in der Münchner Fettfabrik Saumweber als Buchhalterin tätig und erfuhr von dem dort arbeitenden russischen Kriegsgefangenen Wassili Koslow von der Widerstandsorganisation „Brüderliche Zusammenarbeit der Kriegsgefangenen“ (russisch: Bratskoje Sotrudnitschestwo Wojennoplennych, BSW), die Zwangsarbeiter in Rüstungsbetrieben bei Sabotageakten unterstützte und einen bewaffneten Umsturz anstrebte. Die ADV beschloss, mit der BSW zusammenzuarbeiten und traf sich ab Juli 1943 zweimal wöchentlich mit Zimmet, Delegierten der russischen Kriegsgefangenen und anderen in ihrer Wohnung in der Margaretenstraße und bei Zimmet im Münchner Stadtteil Berg am Laim, um sowjetische „Feindsender“ zu hören und Widerstandsaktionen zu planen. Emma Hutzelmann unterstützte außerdem die BSW, indem sie bei Saumweber größere Mengen Fett entwendete, die sie gegen Lebensmittel und Waffen eintauschte und diese den russischen Kriegsgefangenen übergab.
Durch Gestapo-Spitzel wurde die BSW Ende 1943/Anfang 1944 enttarnt. Hans und Emma Hutzelmann und weitere ADV-Mitglieder wurden am 6. Januar 1944 verhaftet und Hans Hutzelmann von der Gestapo gefoltert. Hutzelmann blieb bis zum 3. April 1944 in Gestapohaft und wurde dann in das Gefängnis Cornelius und später in die Haftanstalt Neudeck überstellt. Am 4. Oktober 1944 erfolgte vom Oberreichsanwalt beim Volksgerichtshof die Anklage wegen „Hochverrats in Tateinheit mit Feindbegünstigung, Wehrkraftzersetzung und Rundfunkverbrechen“. Am 14. Oktober 1944 wurde Hutzelmann in das Gerichtsgefängnis Potsdam verlegt. Am 8. Dezember 1944 fand der Prozess gegen ihn und seine Mitangeklagten aus München, Rupert Huber, Hugo Heigenmooser, Ferdinand Bader, Jakob Rudolph und Svatopluk Mervart vor dem Volksgerichtshof statt. Hutzelmann, Huber und Mervart wurden zum Tode, die anderen Angeklagten zu langjährigen Haftstrafen verurteilt. Sein Gnadengesuch blieb ohne Erfolg. In seinem letzten Brief vom 15. Januar 1945 an seine Schwägerin Dora Eckstein schrieb er: „Nun ist die große Stunde für mich gekommen. Ich erhielt eben die Mitteilung, daß das Urteil vollstreckt wird. Es ist jetzt 11 Uhr Vormittag, und heute Nachmittag um 2 Uhr werde ich in die Ewigkeit eingehen.“
Hans Hutzelmann wurde am 15. Januar 1945 im Zuchthaus Brandenburg-Görden hingerichtet. Er wurde auf dem Sendlinger Friedhof in München bestattet. Sein Grab ist inzwischen aufgelassen.
Emma Hutzelmann konnte am 31. Juli 1944 aus dem Gefängnis München-Stadelheim fliehen und starb am 27. November 1944 in München bei einem Luftangriff.

## Gedenken
Eine Gedenkstele des WiderstandsDenkmals am Platz der Freiheit (München) erinnert seit Juli 2016 an Emma und Hans Hutzelmann.
Am 26. Januar 2019 wurde von der Stadt München ein Erinnerungszeichen in Form einer Tafel an seinem Wohnhaus in der Margaretenstraße 18 in Sendling angebracht.